# Norman Lamont
Norman Stewart Hughson Lamont, Baron Lamont van Lerwick (Lerwick, Schotland, 8 mei 1942) is een Brits politicus van de Conservative Party.
Lamont was tussen 1979 en 1993 bewindspersoon in de Kabinetten Thatcher I, II, III (1979–1990) en Major (1990–1993). Hij was staatssecretaris voor Energie van 1979 tot 1981, onderminister voor Industrie van 1981 tot 1983, onderminister voor Economische Zaken van 1983 tot 1985, onderminister voor Defensie Materiële Voorzieningen van 1985 tot 1986, staatssecretaris voor Financiën van 1986 tot 1989, onderminister voor Financiën van 1989 tot 1990 en minister van Financiën van 1990 tot 1993.
Tijdens zijn ambtstermijn als minister van Financiën werd het Verenigd Koninkrijk gedwongen het Europees Monetair Stelsel (EMS) te verlaten na het Verdrag van Maastricht in 1992.
Op 24 juli 1998 werd Lamont benoemd als baron Lamont van Lerwick en werd lid van het Hogerhuis.
- Gemeinsame Normdatei: 171002598
- International Standard Name Identifier: 0000 0000 4404 6247
- Library of Congress Control Number: n97034133
- Nederlandse Thesaurus van Auteursnamen: 224249037
- Système universitaire de documentation: 149801025
- Virtual International Authority File: 48509178
- WorldCat: E39PBJc7X4ygwY6Kp8h7kjrTHC